# Шишацкая, Екатерина Игоревна
Екатерина Игоревна Шишацкая (род. 18 октября 1974, Красноярск, РСФСР, СССР) — российский биофизик, доктор биологических наук, кандидат медицинских наук, профессор РАН, заведующая кафедрой медицинской биологии Института фундаментальной биологии и биотехнологии СФУ, лауреат премии Президента Российской Федерации в области науки и инноваций для молодых учёных за 2009 год.

## Биография
Родилась 18 октября 1974 года в Красноярске в семье учёных: отец — кардиолог, мать — биолог.
Училась в 41-й школе Красноярска в классе с биохимическим уклоном.
В 1991 году поступила в Красноярский государственный медицинский университет им. В. Ф. Войно-Ясенецкого.
В 1993 году стала работать в Институте биофизики СО РАН.
После окончания вуза проходила интернатуру в Больнице скорой медицинской помощи (сейчас — Красноярская городская больница № 6 имени Н. С. Карповича).
В 1999 году поступила в аспирантуру при Институте биофизики. Её научным руководителем был академик Иосиф Гительзон.
В 2003 году защитила диссертацию «Медико-биологические свойства биодеградируемых бактериальных полимеров полиоксиалканоатов для искусственных органов и клеточной трансплантологии» на соискание степени кандидата медицинских наук. 6 октября 2009 года защитила диссертацию «Биотехнология полигидроксиалканоатов: научные основы медико-биологического применения» на степень доктора биологических наук (официальные оппоненты: В. С. Бондарь, Л. А. Пирузян, С. В. Якимов).
В 2010 году стала лауреатом премии Президента Российской Федерации в области науки и инноваций для молодых учёных за 2009 год. Награда присуждена за исследования по разработке технологий получения биоразрушаемого полимера биопластотана и создание научных основ для его применения в медицинской практике.
В настоящее время занимается расширением спектра изделий и композитов из биопластотана и их клиническими исследованиями. Является участником проекта «Биотехнология новых материалов».
Разведена, имеет двух сыновей.

## Награды
- Лауреат национальной премии России «Будущее шовных материалов» (2008).
- Лауреат премии имени академика И. А. Терскова (СО РАН, 25 апреля 2008) — за цикл работ «Экспериментальное изучение механизмов взаимодействия нового класса полимерных материалов (полигидроксиалканоатов, ПГА) с биологическими структурами»
- Лауреат премии имени академика Лаврентьева (2008).
- Лауреат государственной премии Красноярского края в области образования и науки (2009).
- Стипендиат международного конкурса Л’Ореаль—ЮНЕСКО «Для женщин в науке» (2009).
- Лауреат премии Президента Российской Федерации в области науки и инноваций для молодых учёных (2009).[4]